# Brattmon
För andra betydelser, se Brattmon (olika betydelser).
Brattmon är en by i Offerdals distrikt (Offerdals socken) i Krokoms kommun, Jämtlands län. Byn ligger högt belägen norr om Landösjön (Nola sjön) och bebyggdes först år 1826. 
I byn finns ett fåtal minnen kvar från den tid då byn bebyggdes, bland annat en skvaltkvarn från 1831. Den ursprungliga kvarnutrustningen finns kvar och området runt kvarnen har rustats upp för besökare.

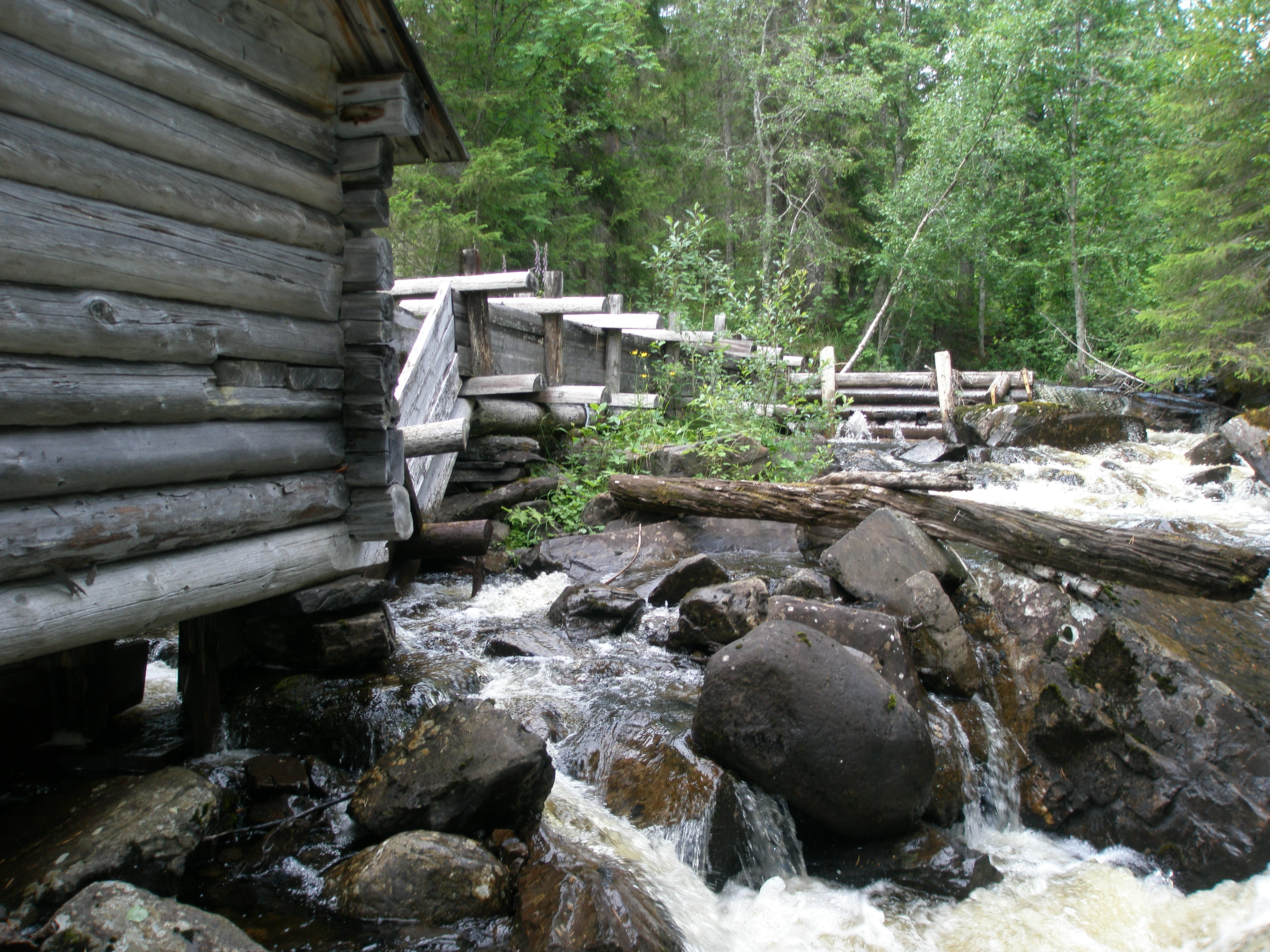
Skvaltkvarn i Brattmon.